# Piazza Municipio din Napoli

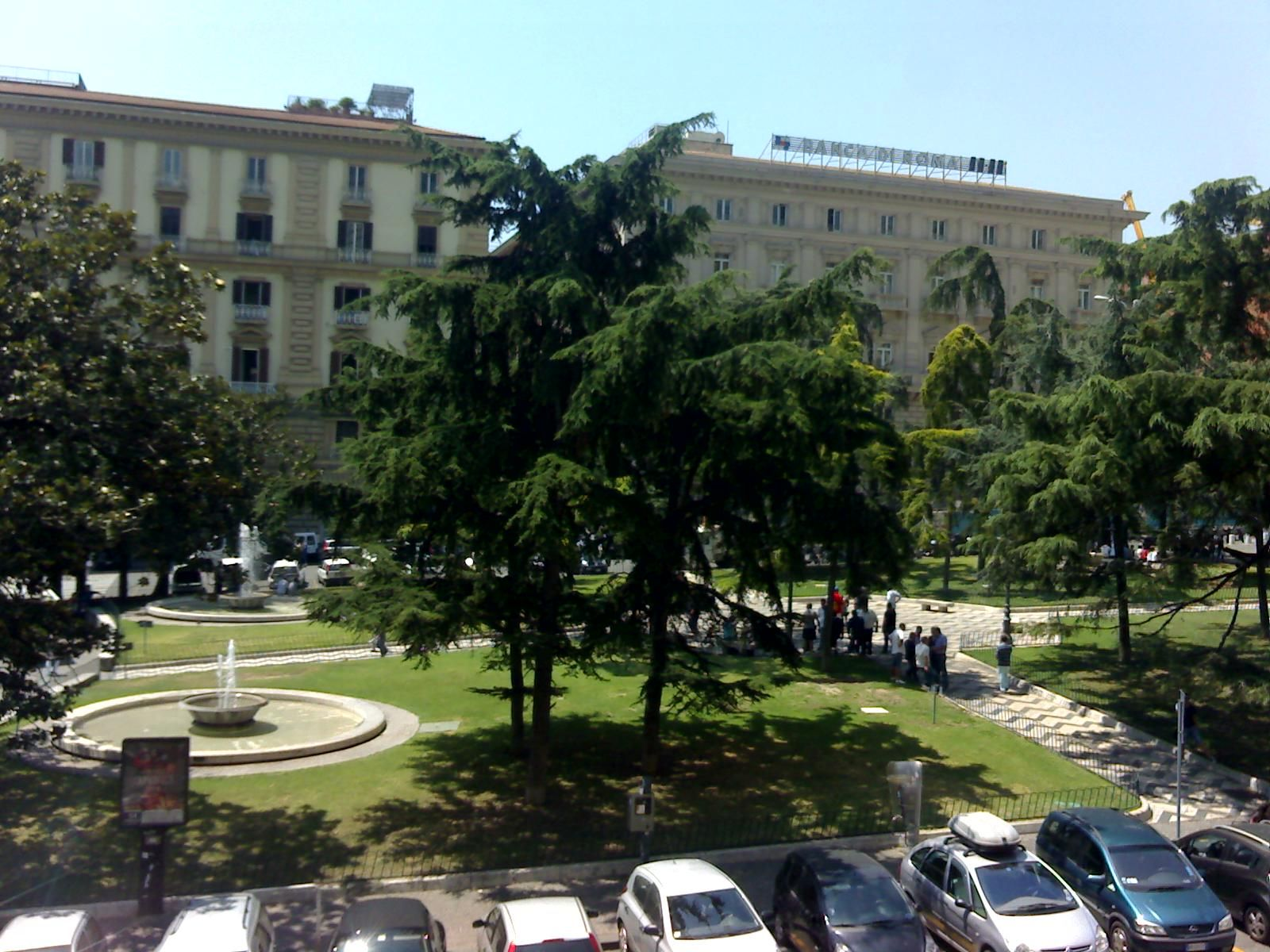
Panoramă a grădinilor din nordul pieţei

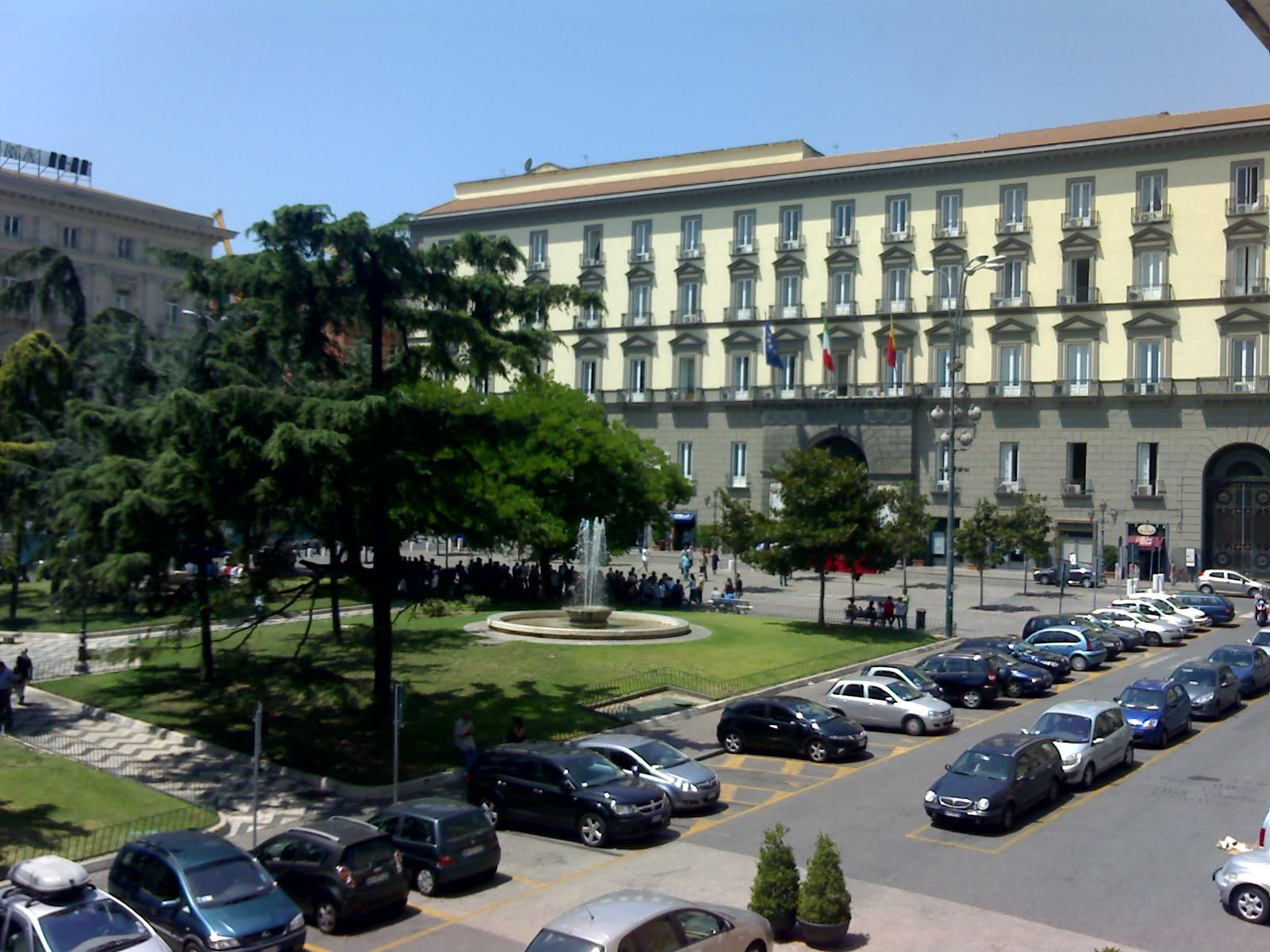
Piaţa cu Palatul San Giacomo

Piazza Municipio se află în centrul orașului Napoli (Italia). Localnicii o numesc de asemenea Piazza San Giacomo, după Basilica San Giacomo degli Spagnoli, situată în imediata apropiere. A fost construită în anul 1540 de către Don Pedro de Toledo, viceregele spaniol al Regatului Neapolelui.
Piața este înconjurată de clădiri importante precum Castel Nuovo, Palatul San Giacomo (azi clădirea primăriei) și  basilica San Giacomo degli Spagnoli. Imensul palat San Giacomo, care închide piața pe latura de vest, a fost construit între anii 1816-1825 după proiectul arhitecților Vincenzo Buonocore, Antonio De Simone și Stefano Gasse pentru a adăposti ministerele Regatului Neapolelui. 
În anul 1897 a fost amplasat în centrul pieței monumentul ecvestru al regelui Victor Emanuel al II-lea, primul rege al Italiei, realizat de Tommaso Solari și Alfonso Balsico. Monumentul a fost demontat în anii 2008-2009 și depus pentru prima dată în Castel Nuovo, fiind mutat apoi în decembrie 2010 în Piața Giovanni Bovio din apropiere. 
Pe latura de vest a pieței se află Teatrul Mercadante, care a fost construit în anii 1777-1778, fațada sa fiind reconstruită în secolul al XIX-lea. În mijlocul Viei Vittorio Emanuele III, nu departe de Castel Nuovo și de piață a fost amplasat în 1920 un bust al lui Giuseppe Mazzini.